# The Clown
The Clown ist ein Jazz-Album von Charles Mingus, das im Frühjahr 1957 von Tom Dowd in New York City aufgenommen und im Herbst 1957 von Atlantic Records veröffentlicht wurde. Das Nachfolgeralbum der Atlantic-Platte Pithecanthropus Erectus bestätigte Mingus avantgardistische Stellung in der damaligen Jazz-Szene. Mingus wird erstmals ergänzt durch sein „Alter Ego“ Dannie Richmond am Schlagzeug, mit dem er in der Folgezeit vorzugsweise zusammenarbeitete.

## Das Album
Für das ursprüngliche Album wählte Mingus vier der sechs aufgenommenen Stücke aus. Mit ihnen wollte er laut den Liner Notes zum Album seinen Kritikern zeigen, dass er durchaus swingen könne. Daher habe er die „komplizierteren“ Stücke beiseite gelegt. Auf dem Album finden sich zwei der zentralen Mingus-Standards: Haitian Fight Song  und Reincarnation of a Love Bird.
Der Blues Haitian Fight Song (der nach Mingus auch „afroamerikanisches Kampflied“ heißen könnte) beginnt mit einem Bass-Solo, und Mingus treibt mit seinem energischen Bassspiel mit plötzlichen Rhythmus- und Tempowechseln Hadi und Knepper immer wieder voran (alle haben Soli außer Richmond, auch Mingus noch einmal in der zweiten Hälfte). Richmond und Mingus arbeiten in der Rhythmusgruppe bestens zusammen.
Blues in Cee, der Name spricht für sich, ist ein mittelschnell gespielter Jazzblues, dessen Thema mit einem extrem reduzierten Notenmaterial auskommt (zunächst alleine auf den Noten b und c beruht). Das Stück, das Mingus für Celia Nielsen geschrieben hatte, als sie noch seine Frau war, enthält Soli von Hadi, Legge, Mingus, Knepper.
Reincarnation of a Lovebird soll nach Mingus an Charlie Parker (genannt „Bird“) erinnern, spielt aber nicht auf den persönlichen Stil von Parker an, sondern gibt das Gefühl von Mingus für ihn in einem Stück wieder, das in der Liedform AABA aufgebaut ist. Nach einer Einleitung, in der typische Bird-Passagen anklingen, wird das Thema ziemlich geheimnisvoll und laying back unisono von Knepper und Hadi vorgetragen. Dann folgen Soli von Hadi, Legge und Knepper.
The Clown ist eines von Mingus’ Experimenten mit Dichtung, improvisierend vorgetragen vom Konferenzier und Schriftsteller Jean Shepherd und hauptsächlich von Knepper an der Posaune begleitet (aber auch Hadi und Legge haben Soli) und kommentiert, mit immer wieder eingestreuten Zitaten, die an Zirkusmusik erinnern sollen. Mingus schwebte nach seinen Liner Notes vor, die Geschichte eines Clowns zu erzählen, der wie die meisten Jazzmusiker versuchte die Leute zu unterhalten, den aber niemand mag, bis er tot ist. Meine Version endete darin, dass er sich die Seele aus dem Leib blies, während die Leute lachten und am Ende gut unterhalten waren, weil sie dachten es wäre Teil der Vorstellung. In dem gesprochenen Text von Shepherd wird das etwas abgewandelt: der Clown steigert sich in immer waghalsigere Nummern, um die Leute zum Lachen zu bringen und verunglückt bei seinem größten Erfolg.

## Titelliste
1. Haitian Fight Song (Mingus) – 11:57
2. Blue Cee (Mingus) – 7:48
3. Reincarnation of a Lovebird (Mingus) – 8:31
4. The Clown (Mingus) – 12:29

Auf der De Luxe-Ausgabe von Rhino Entertainment 2000 finden sich zusätzlich die bei der gleichen Sitzung wie die Stücke 1, 2 und 3 aufgenommenen:
- Passions of a Woman Loved (Mingus) – 9:52
- Tonight at Noon (Mingus) – 5:57

(diese Bonus-Tracks waren zuvor schon 1965 auf dem Atlantic-Album Tonight at Noon veröffentlicht).
Aufgenommen am 15. Februar 1957 (4) und 12. März 1957. Alle Kompositionen sind von Mingus. Die Platte wurde im Herbst 1957 veröffentlicht und 1984 neu herausgegeben. Auf der ersten Aufnahmesitzung wurde zudem eine erste (verworfene) Fassung von Reincarnation of a Lovebird eingespielt, die bisher nicht veröffentlicht wurde.

## Rezeption
Steve Huey zufolge, der das Album für AllMusic besprach und mit der Höchstnote (5 Sterne) bewertete, war The Clown „Mingus’ zweites Meisterwerk in Folge. Es steigerte das bereits intensive emotionale Engagement von Pithecanthropus Erectus und brannte vor rechtschaffener Wut und Frustration.“ Die Fähigkeit von Mingus „für luftdichte, fokussierte Arrangements, die seinen Musikern dennoch große Freiheiten ließen, um die etablierte Stimmung eines jeden Stücks zu verstärken“, die er auf dem Vorgängeralbum bewiesen habe, werde auf The Clown verfeinert und gesteigert: Statt einfach nur Themenköpfe zu verfassen, die als Ausgangspunkt der Soli dienten, versuchte Mingus, mit jedem Stück etwas Bestimmtes zu evozieren, wobei selbst seine impressionistischsten Streifzüge eine starke erzählerische Qualität aufweisen. Auch die kompositorische Palette von Mingus wurde immer moderner, etwa seine zunehmende Verwendung von Dissonanzen, plötzlichen Tempowechseln und die Unterteilung in motivische Abschnitte. „Mingus komponiert und arrangiert nicht nur, sondern beginnt auch, als Solist mehr ins Rampenlicht zu treten; insbesondere seine unbegleiteten Abschnitte im ‚Haitian Fight Song‘ gehören zu seinen feurigsten Momenten überhaupt. Mingus mag die Dringlichkeit von The Clown auf späteren Alben erreicht haben, aber er hat sie nie wirklich übertroffen.“
Das Magazin Rolling Stone wählte das Album 2013 in seiner Liste Die 100 besten Jazz-Alben auf Platz 99. Brian Priestley gab The Clown bei JazzWise vier Sterne: „Obwohl es manchmal von den beiden Spitzenwerken Pithecanthropus Erectus und Blues and Roots überschattet wird, ist es eine außergewöhnliche Leistung für sich.“ Auch wenn Mingus selbst vielleicht noch dabei war, seine einzigartige Tonsprache zu entwickeln, rechtfertigten bereits seine lange Basseinleitung und sein anschließendes Solo auf ‚Haitian Fight Song‘ den Preis des Albums wert. Aber das gelte auch für seine Parker-Widmung ‚Reincarnation of a Lovebird‘, die eine lyrischere Seite von Mingus zeige als auf früheren Alben. Und dann sei da noch der Titeltrack, die erste seiner Kombinationen aus Musik und Sprache, mit einer Geschichte, die viel über das Showbiz zu sagen habe und teilweise von dem Radiomoderator Shepherd improvisiert werde. „Ein Album zum Behalten und Genießen.“